# Чо Миён
Чо Миён (кор. 조미연, англ. Cho Mi-yeon, род. 31 января 1997 года, Инчхон, Республика Корея) — южнокорейская певица, автор песен и актриса. Является главной вокалисткой гёрл-группы I-dle, а также озвучивает Ари, участницу виртуальной K-pop-группы K/DA. Дебютировала сольно 27 апреля 2022 года с мини-альбомом My.

## Биография

### Ранняя жизнь
Миён родилась 31 января 1997 года в Инчхоне, Республика Корея и была единственным ребёнком в семье. Она с детства проявляла большой интерес к музыке, вдохновившись отцом. В музыкальной школе девушка научилась играть на скрипке, гитаре и фортепиано. Она продолжила заниматься музыкой, записавшись в музыкальную академию, чтобы укрепить свои вокальные навыки и научиться сочинять песни.

### Пре-дебют
Прежде чем дебютировать с (G)I-DLE, Миён стажировалась около восьми лет. С 2010 по 2016 год она была стажёром в YG Entertainment, а в 2016 году перешла в CUBE Entertainment. В сентябре 2016 года девушка появилась на концерте группы Urban Zakapa. В 2017 году она снялась в музыкальном клипе Сылона «You».

### 2018–2020: Дебют с (G)I-DLE, коллаборации и актёрская карьера
Миён дебютировала в составе группы (G)I-DLE 2 мая 2018 года с мини-альбомом I Am и заглавной песней «Latata».
26 октября того же года было подтверждено, что она выступит на церемонии открытия чемпионата мира по League of Legends 2018 вместе с Соён, Мэдисон Бир и Джейрой Бёрнс. Они записали вокал и рэп для виртуальной группы K/DA, в которой Миён озвучила Ари, героиню игры League of Legends, которая занимает позицию главной вокалистки вместе с Эвелинн, озвученной Мэдисон Бир. Их первая песня «Pop/Stars» возглавила мировой хит-парад цифровых песен Billboard.
В 2019 году Миён и рэпер Hangzoo совместно записали сингл «Cart» в рамках проекта Amoeba Culture X Devine Channel Code Share Project.
В 2020 году девушка появилась на музыкальном шоу Певец в Маске, на котором выступала в образе «варёного яйца». Она победила в первом раунде с 64 очками, а во втором исполнила песню Юн Ми Рэ «Goodbye Sadness and Hello Happiness», но проиграла Им Кан Суну. Голос Миён был описан журналистами как «хриплый, но эмоционально выразительный».
Она вновь озвучила Ари в сингле K/DA «The Baddest», в записи которого также принимали участие Соён, Беа Миллер и Wolftyla. Песня была выпущена 17 августа 2020 года для предстоящего мини-альбома «All Out».
В сентябре стало известно, что Миён дебютирует как актриса в роли Ю Хён в веб-драме «Повтор». Она также выпустила для этого сериала саундтреки «Dreaming About You» и «How To Love (with Neon Paprika)». Дорама собрала более 6 миллионов просмотров на YouTube.
В октябре Миён исполнила песню «We Already Fell In Love» вместе с Минни в рамках саундтрека Do Do Sol Sol La La Sol, а в ноябре выпустила свой первый сольный OST «My Destiny» к дораме «История девятихвостого лиса».
30 ноября Миён появилась в Seoul Connects U, туристическом шоу, которое совместно организовано телеканалом MBC и Сеульским фондом туризма. Программа показывает для глобальной аудитории путешествие в одном и том же месте, но в разное время, связывая прошлое и настоящее Сеула с помощью фотографий звезд и поклонников.

### 2021–н.в: Карьера ведущей и сольный дебют
В феврале 2021 года было объявлено, что Миён станет главной ведущей радиопрограммы Gossip Idle интернет-портала Naver. Радиошоу состояло из трёх частей и транслировалось в преддверии выхода I Burn, четвёртого мини-альбома группы (G)I-DLE. В том же месяце она была назначена одной из новых ведущих музыкальной программы M Countdown телеканала Mnet. Эту должность девушка занимала с 18 февраля вместе с актёром Нам Юн Су. В конце месяца Миён заняла 3 место после Дженни и Лисы из BLACKPINK в ежемесячном рейтинге «Репутация бренда среди девушек-айдолов».
В мае она появилась на шоу Kingdom: Legendary War в качестве гостя, чтобы помочь BtoB с песней «Blue Moon (Cinema Ver)». 28 мая корейские СМИ сообщили, что Миён приняла участие в записи песни «You Were My Breath» из альбома CS Happy Entertainment. В день выхода он дебютировал под номером 96 в чарте загрузки Gaon и под номером 20 в компонентном чарте фоновой музыки.
В августе деловая газета Maeil сообщила, что Миён будет сниматься вместе с актером Ли Тхэ Вином в предстоящем комедийном веб-сериале «Доставка», который впоследствии вышел в октябре. Она сыграла роль актрисы и доставщицы Квак Ду Сик, которая хорошо разбирается в боевых искусствах.
11 октября Миён выпустила совместный с Raiden альбом Love Right Back с ведущим синглом «Side Effect». Она также участвовала в записи песни Ли Донхэ «Blue Moon», которая была выпущена 13 октября. В тот же день было подтверждено, что девушка исполнит главную роль в предстоящем комедийном веб-сериале «Взрослый Стажер» в роли Банг Е Гён. 
Она приняла участие в записи трека рэпера Кида Милли «Kitty» и 17 ноября 2021 года появилась в клипе на эту песню.
8 апреля 2022 года компания Cube Entertainment объявила, что 27 апреля Миён дебютирует сольно, выпустив мини-альбом My с «Drive» в качестве ведущего сингла.
16 ноября 2023 года стало известно, что Миён покинет пост ведущего M Countdown после 1000 дней работы, став самым долгоживущим ведущим M Countdown. 

## Дискография

### Мини-альбомы
- My (2022)

### Совместные треки с другими исполнителями
- «Cart» вместе с Hangzoo (2019)
- «Side Effect» вместе с Raiden (2021)
- «Blue Moon» вместе с Donghae (2021)
- «Kitty» вместе с Кидом Милли (2021)
- «Spring Song» вместе с LAS (2023)
- «Glow Up» вместе с Джайком Джуни (2025)

### Саундтреки
- «How To Love (with Neon Paprika)» (2020)
- «We Already Fell In Love (with Minnie)» (2020)
- «Dreaming About You» (2021)
- «How to Love» (2021)
- «Imagine Love» (2021)
- «Someday» (2022)
- «Sweet Dream(with Song Yuqi)» (2023)
- «The Painted on the Moonlight» (2023)
- «How to Twerk (with Song Yuqi)» (2023)
- «You and I» (2024)
- «Swan» (2024)
- «Blazing Heart (Korean Version with HOYO-MiX)» (2024)

### Тексты песен
- «Rain» (2020)
- «Vision» вместе с Минни и Roydo (2024)
- «Neverland» вместе с Юци (2024)

## Фильмография

### Веб-дорамы
| Год  | Название                                    | Телеканал        | Роль        |
| ---- | ------------------------------------------- | ---------------- | ----------- |
| 2021 | «Повтор: Момент, когда все началось заново» | KakaoTV, YouTube | Ю Ха Ён     |
| 2021 | «Доставка»                                  | YouTube, IPTV    | Квак Ду Сик |
| 2021 | «Взрослый Стажер»                           | TVING            | Банг Е Гён  |

### Развлекательные шоу
| Год       | Название               | Телеканал | Роль      | Примечания      |
| --------- | ---------------------- | --------- | --------- | --------------- |
| 2020      | Певец в Маске          | MBC       | Участница | 243-244 эпизоды |
| 2021–2023 | M Countdown            | Mnet      | Ведущая   |                 |
| 2021      | Kingdom: Legendary War | Mnet      | Гость     | 9 эпизод        |